# Servácio Carpentier
Servácio Carpentier (em neerlandês: Servaas Carpentier; Aken, 22 de abril de 1599 — Recife, 25 de fevereiro de 1646) foi um médico e administrador colonial neerlandês. Como diretor da Companhia Neerlandesa das Índias Ocidentais, integrou o Conselho Político, de 1630 a 1636, e foi membro do governo do Recife, além de administrador da Capitania da Paraíba.

## Capitania da Paraíba

### Administrador colonial
Em 26 de janeiro de 1635 as forças neerlandesas na Capitania da Paraíba, sob o comando do Coronel Sigismundo de Schkoppe, regressaram à de Pernambuco e deixaram Carpentier na administração do governo paraibano, com a jurisdição se estendendo até à capitania do Rio Grande do Norte. Carpentier administrou a Paraíba por um ano, sendo o responsável pela reconstrução do Forte de Santa Catarina do Cabedelo, arrasado pela conquista. No início de 1636 passou o cargo a Ipo Eysens, também diretor da Companhia.
Após uma rápida passagem pelos Países Baixos, retornou ao Brasil com Maurício de Nassau (1637), como secretário do Alto e Secreto Conselho então criado. No mesmo ano adquiriu as terras do engenho Três Paus, em Goiana, dedicando-se à agromanufatura açucareira. Em 1639 deixou a sua função para dedicar-se exclusivamente à vida rural. Viu-se forçado a retornar ao Recife quando da eclosão da insurreição de 1645, vindo a falecer em 25 de fevereiro de 1646. O seu corpo foi sepultado na Igreja do Corpo Santo, naquela cidade.

### Relatório descritivo
A sua fama, entretanto, deve-se ao «Relatório» de sua autoria acerca da Capitania da Paraíba (Raport van de Capitania Paraíba – 1635, Leida, 1644), com observações e recomendações acerca das áreas mais adequadas ao plantio da cana-de-açúcar, tabaco e mandioca, além da criação de gado. Demonstrando entusiasmo com a fertilidade da terra, fornece descrições detalhadas sobre as árvores, frutos e animais que nela encontrou.